# 가와우치촌 (도쿠시마현)
가와우치촌(川内村)은 도쿠시마현 이타노군에 설치된 촌이다. 